# Laigné-Saint-Gervais
Laigné-Saint-Gervais est une commune nouvelle française créée le 1er janvier 2025 dans le département de la Sarthe et la région Pays de la Loire grâce à la fusion des communes de Laigné-en-Belin et Saint-Gervais-en-Belin.

## Histoire
La commune est créée le 1er janvier 2025 à la suite d'un arrêté préfectoral du 16 septembre 2024 par la fusion des communes de Laigné-en-Belin et Saint-Gervais-en-Belin. Le chef-lieu de la commune nouvelle est fixé à la mairie de l'ancienne commune de Laigné-en-Belin.

## Politique et administration
Jusqu'aux prochaines élections municipales françaises de 2026, le conseil municipal de la commune nouvelle est constitué de l'ensemble des membres en exercice des conseils municipaux des deux communes fondatrices.

### Liste des maires
| Période      | Période                       | Identité              | Étiquette | Qualité |
| ------------ | ----------------------------- | --------------------- | --------- | --- |
| janvier 2025 | En cours (au 10 janvier 2025) | Nathalie Leroy-Duprey | DVD       | Agricultrice Maire de Laigné-en-Belin (2008 → 2024) Présidente de la CC d'Orée de Bercé - Belinois (2014 → ) |

### Anciennes communes
| Nom                     | Code Insee | Intercommunalité              | Superficie (km2) | Population (dernière pop. légale) | Densité (hab./km2) |
| ----------------------- | ---------- | ----------------------------- | ---------------- | --------------------------------- | ------------------ |
| Laigné-en-Belin (siège) | 72155      | CC d'Orée de Bercé - Belinois | 12,72            | 2 269 (2022)                      | 178                |
| Saint-Gervais-en-Belin  | 72287      | CC d'Orée de Bercé - Belinois | 9,53             | 1 991 (2022)                      | 209                |

## Population et société

### Démographie
L'évolution du nombre d'habitants est connue à travers les recensements de la population effectués dans la commune depuis sa création.

En 2022, la commune comptait 4 260 habitants.
| 2021  | 2022  |
| ----- | ----- |
| 4 284 | 4 260 |